# 城内站
城內站（韓語：성내역）是朝鮮民主主義人民共和國咸鏡南道水洞郡城內里的一個鐵路車站，属于平罗线。

## 历史
- 1937年12月，落成使用。

## 邻近车站
平罗线
文筆站 - 城內站 - 屯田站